# 陥落
陥落（かんらく）とは、地面などが落ち込むこと、城塞などの軍事拠点が攻め落とされること。転じて人や団体がその地位を失う、降格する、追われることや、口説き落とされることもいう。

## 軍事的用法
城、要塞、都市が軍事的（攻撃）、又は政略によって占領されることを指す。代表的な言い回しとして、古くはコンスタンティノープルの陥落、日露戦争での旅順陥落、第二次世界大戦のサイパン陥落やベルリン陥落、ベトナム戦争のサイゴン陥落などが挙げられる。

## スポーツ等での用法
- 大相撲では、三役（大関・関脇・小結）、幕内（前頭）、十両などの番付から降格する時に使われる。特に十両から幕下に陥落すると、待遇が全く変わるため、関取経験の長い（最高位が関脇や、小結や、前頭筆頭から3枚目程度の）ベテラン力士は、幕下陥落が確定した時点で引退を表明することが多い。また、大関経験者で関脇以下に陥落した後も現役を続けていた場合は、十両陥落が決定した時点で引退を表明するケースがほとんどである（ただし大受・雅山・琴奨菊・照ノ富士の元大関4人のように、十両陥落後も現役続行したケースがある。また把瑠都も十両に陥落したが、陥落した場所の直前で引退した）。一方、安芸乃島や栃乃和歌のような関脇止まりの力士でも、「大関を目指していた矜持」から、十両陥落が決定した時点で引退を表明することもある。
- ボクシングやプロレスなどのプロ格闘技においても、タイトルマッチで敗れ王座を失うことを陥落と表現する。特にボクシングにおいては王座を長期に渡って保持していたボクサーは陥落を機に引退を表明することが多い。なお、王座を返上あるいは剥奪により失う場合は陥落とは呼ばないことが多い。
- サッカーなど、上位リーグ、下位リーグの入れ替えがあるスポーツでも、下位リーグに降格することを陥落と表現することがある（Jリーグにおいて、J1からJ2へ落ちる場合など）。
- テニスやゴルフなどのランキング制が導入されているスポーツでも、特にランキングを1位から下げることを陥落と呼ぶ場合がある。
- 将棋では、順位戦その他のリーグ戦から落ちる（次期リーグ戦の参加権を失う）のを陥落と呼ぶ。予選を勝ち抜けば次期リーグ戦に参加出来る場合でも陥落と呼ぶ。順位戦の陥落は相撲の番付同様に引退のきっかけとなることがある。C級2組からの陥落はフリークラス創設以前は即引退であり、フリークラス創設後も一定期間内の引退を意味する。また、大山康晴は「A級陥落時には引退」と決意していたことが広く知られており（実際には、69歳で死去するまでA級在位を続けた）、米長邦雄はA級陥落時にフリークラス転出を表明した。